# David Citroen
Dorus David Citroen (Amsterdam, 10 april 1860 – Eastbourne, 26 januari 1935) was een Nederlander die vanaf 1903 mededirecteur van het Belgische bedrijf Minerva was.
Citroen was vanaf 1901 importeur van Minerva-motorfietsen en automobielen in Londen, Maar hij was zo enthousiast dat hij in Holborn Viaduct een werkplaats opzette waar Minerva's geassembleerd werden. In 1903, bij het ontstaan van Minerva Motors Ltd., werd hij naast oprichter Sylvain de Jong mede-directeur van Minerva. 
Vanwege de Red Flag Act van 1865 en de Locomotives on Highways Act 1896 had de Britse auto- en motorfietsindustrie een enorme achterstand opgelopen en in de eerste jaren van de 20e eeuw moest men noodgedwongen terugvallen op inbouwmotoren van het Europese vasteland. Minerva-motoren waren daarbij zeer populair en de verkopen via het bedrijf van Citroen liepen dan ook zeer goed. 
Citroen was ook de stuwende kracht achter de export van Minerva-inbouwmotoren naar Australië.
(Mede) daardoor ontstond een groot aantal Australische motorfietsmerken die allemaal tussen 1901 en 1910 motorfietsen met Minerva-blokken produceerden, zoals: Allison, Alpha, Ascot, Barb, Blue Spec, Bluebell, Brandwood, Carbine, Champion, Charleston, Empire, Eureka, Fleet, Growden, Hartley, Jackson, Kellow, Laver, Leitch, Lewis, Liberty, Lob, Maldon, Mallee, Marsey, Martin, McLean Bros & Rigg, Moller, National, Peerless, Petrel, Phoenix, Pirie, Pride, Prince, Relay, Richards, Rova, Rush, Silver Star, Sovereign, T-Minerva, Treblig, Tyler, Victor, Wagener en Watson.

## Wetenswaardigheden
- De naam van David Citroen wordt ook wel als "David Citroën" geschreven. Dat is niet onlogisch want hij was een neef van André Citroën, de oprichter van het automerk Citroën.
- In 1900 had David Citroen in Londen een gedreven verkoper in dienst, die het nog ver zou schoppen: Charles S. Rolls. Rolls won diverse Europese wedstrijden met Minerva-auto's.